# Agnes D. Lattimer
Agnes D. Lattimer (1928 - 2018) est une pédiatre américaine. En 1986, elle est nommée directrice médicale du Cook County Hospital (en) de Chicago, devenant ainsi la première femme afro-américaine à occuper les fonctions de directrice médicale d'un grand hôpital.

## Biographie
Agnes Lattimer est née en 1928 et grandit à Memphis, dans le Tennessee. Elle obtient en 1949 un bachelor de biologie de l'université Fisk de Nashville. Elle souhaite alors naturellement entrer au Meharry Medical School (en) de la même ville, elle y est admise mais malheureusement n'obtient pas la bourse d'études nécessaire. Elle décide alors de rejoindre Chicago où elle travaille comme femme de ménage pendant 18 mois pour financer ses études. Elle fréquente ensuite le Chicago Medical School (en), où elle est l'une des deux femmes de la promotion de 1954. Pendant son externat hospitalier elle est en but au sexisme et au racisme. Alternant son activité entre un hôpital privé et un établissement public de la ville, elle constate aussi la différence de traitement des patients liée à leur condition économique, elle se fixe alors comme objectif de faire évoluer les attitudes négatives des travailleurs de santé.
En 1958, Agnes Lattimer exerce d'abord la pédiatrie en secteur privé. Progressivement l'enseignement de la médecine et la pédiatrie sociale prennent de plus en plus de place dans sa pratique médicale. Elle est professeur agrégée au département de pédiatrie de la faculté de médecine de Chicago et est primée pour la qualité de son enseignement par ses étudiants en 1968, elle devient responsable de la division de pédiatrie ambulatoire du Cook County Hospital en 1971. En 1986, elle est nommée directrice médicale du Cook County Hospital, devenant ainsi la première femme afro-américaine à diriger un grand hôpital américain.
Dans les années 1960, Agnes Lattimer est par ailleurs présidente du Comité de Chicago contre le saturnisme. À ce titre, elle a milité pour que la ville modifie ses ordonnances sur le logement afin de protéger les locataires en instituant des amendes pour les propriétaires qui n'éliminent pas les peintures au plomb des logements donnés en location (lesquelles produisent des écailles de peinture que les enfants mangent — syndrome de pica — et se contaminent au plomb) ainsi que le plâtre dégradé (pouvant contenir du plomb comme isolant phonique), et que soient multipliés les centres de santé dépendant de l'hôpital dans les quartiers à forte population afro-américaine.
Agnes Lattimer prend sa retraite de l'hôpital du comté de Cook en 1995 et reste très active dans la promotion de la santé communautaire.

## Vie personnelle
Elle s'est mariée deux fois ; la première fois à l'artiste Bernard Goss, dont elle divorce plus tard, la seconde fois à Frank Bethel qui décède en 1971. Elle obtient une licence de pilote d'avion en 1966. Elle a également porté le titre de senior life master pour ses talents comme joueuse de bridge.
Agnes Lattimer meurt le 9 janvier 2018 à Chicago.